# 2019-es női labdarúgó-világbajnokság

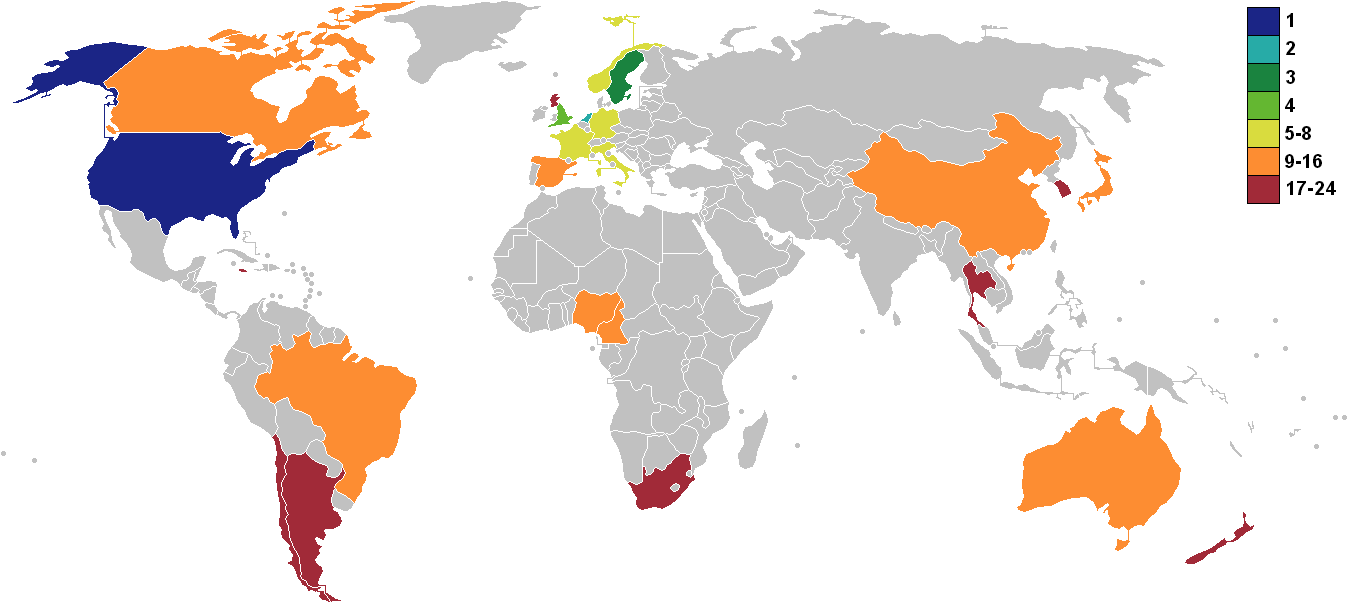
Részt vevő országok

A 2019-es női labdarúgó-világbajnokságot Franciaországban rendezték június 7. és július 7. között. A 8. női labdarúgó-világbajnokságon 24 nemzet válogatottja vett részt. A győzelmet története során negyedik alkalommal az Egyesült Államok csapata szerezte meg, miután a döntőben 2–0-ra legyőzte az Európa-bajnok Hollandiát.

## Helyszínek
A mérkőzéseket az alábbi helyszíneken játszották:
| Lyon                    | Párizs                                                                    | Nizza                                                                     | Montpellier                                                               |                                                                           |
| ----------------------- | ------------------------------------------------------------------------- | ------------------------------------------------------------------------- | ------------------------------------------------------------------------- | ------------------------------------------------------------------------- |
| Parc Olympique Lyonnais | Parc des Princes                                                          | Allianz Riviera                                                           | Stade de la Mosson                                                        |                                                                           |
| Férőhely: 59 186        | Férőhely: 48 583                                                          | Férőhely: 35 624                                                          | Férőhely: 32 900                                                          |                                                                           |
|                         |                                                                           |                                                                           |                                                                           |                                                                           |
| Rennes                  | Grenoble Párizs Valenciennes Lyon Nizza Montpellier Reims Le Havre Rennes | Grenoble Párizs Valenciennes Lyon Nizza Montpellier Reims Le Havre Rennes | Grenoble Párizs Valenciennes Lyon Nizza Montpellier Reims Le Havre Rennes | Grenoble Párizs Valenciennes Lyon Nizza Montpellier Reims Le Havre Rennes |
| Roazhon Park            | Grenoble Párizs Valenciennes Lyon Nizza Montpellier Reims Le Havre Rennes | Grenoble Párizs Valenciennes Lyon Nizza Montpellier Reims Le Havre Rennes | Grenoble Párizs Valenciennes Lyon Nizza Montpellier Reims Le Havre Rennes | Grenoble Párizs Valenciennes Lyon Nizza Montpellier Reims Le Havre Rennes |
| Férőhely: 29 164        | Grenoble Párizs Valenciennes Lyon Nizza Montpellier Reims Le Havre Rennes | Grenoble Párizs Valenciennes Lyon Nizza Montpellier Reims Le Havre Rennes | Grenoble Párizs Valenciennes Lyon Nizza Montpellier Reims Le Havre Rennes | Grenoble Párizs Valenciennes Lyon Nizza Montpellier Reims Le Havre Rennes |
|                         | Grenoble Párizs Valenciennes Lyon Nizza Montpellier Reims Le Havre Rennes | Grenoble Párizs Valenciennes Lyon Nizza Montpellier Reims Le Havre Rennes | Grenoble Párizs Valenciennes Lyon Nizza Montpellier Reims Le Havre Rennes | Grenoble Párizs Valenciennes Lyon Nizza Montpellier Reims Le Havre Rennes |
| Le Havre                | Valenciennes                                                              | Reims                                                                     | Grenoble                                                                  |                                                                           |
| Stade Océane            | Stade du Hainaut                                                          | Stade Auguste Delaune                                                     | Stade des Alpes                                                           |                                                                           |
| Férőhely: 25 178        | Férőhely: 25 172                                                          | Férőhely: 21 127                                                          | Férőhely: 20 068                                                          |                                                                           |
|                         |                                                                           |                                                                           |                                                                           |                                                                           |

## Résztvevők
24 csapat kvalifikálta magát a labdarúgó-világbajnokság döntőjébe. A FIFA mind a hat szövetsége képviselte magát: kilenc az UEFA, öt az AFC,  három a CONCACAF, három a CONMEBOL, három a CAF, valamint egy az OFC zónából.
| Csapat                  | Szövetség | Rsz |
| ----------------------- | --------- | --- |
| Dél-afrikai Köztársaság | CAF       | –   |
| Kamerun                 | CAF       | 1   |
| Nigéria                 | CAF       | 7   |
| Ausztrália              | AFC       | 6   |
| Dél-Korea               | AFC       | 2   |
| Japán                   | AFC       | 7   |
| Kína                    | AFC       | 6   |
| Thaiföld                | AFC       | 1   |
| Argentína               | CONMEBOL  | 2   |
| Brazília                | CONMEBOL  | 7   |
| Chile                   | CONMEBOL  | –   |
| Anglia                  | UEFA      | 4   |
| Franciaország (R)       | UEFA      | 3   |
| Hollandia               | UEFA      | 1   |
| Németország             | UEFA      | 7   |
| Norvégia                | UEFA      | 7   |
| Olaszország             | UEFA      | 2   |
| Skócia                  | UEFA      | –   |
| Spanyolország           | UEFA      | 1   |
| Svédország              | UEFA      | 7   |
| Egyesült Államok (CV)   | CONCACAF  | 7   |
| Jamaica                 | CONCACAF  | –   |
| Kanada                  | CONCACAF  | 6   |
| Új-Zéland               | OFC       | 4   |

## Csoportkör
A csoportkörben minden csapat a másik három csapattal egy-egy mérkőzést játszott, így összesen 6 mérkőzésre került sor mind a négy csoportban. Minden csoportban az utolsó két mérkőzést azonos időpontban játszották. A csoportok első két helyezettje, valamint a négy legjobb harmadik jutott az egyenes kieséses szakaszba.

### Sorrend meghatározása
A csoportokban a következők szerint kellett a sorrendet meghatározni:
1. több szerzett pont az összes mérkőzésen (egy győzelem 3 pont, egy döntetlen 1 pont, egy vereség 0 pont),
2. jobb gólkülönbség az összes mérkőzésen,
3. több szerzett gól az összes mérkőzésen.
4. több szerzett pont az azonosan álló csapatok között lejátszott mérkőzéseken,
5. jobb gólkülönbség az azonosan álló csapatok között lejátszott mérkőzéseken,
6. több szerzett gól az azonosan álló csapatok között lejátszott mérkőzéseken,
7. alacsonyabb fair play pontszám (egy mérkőzésen csak egy alkalmazható játékosonként)
  - –1 pont egy sárga lap;
  - –3 pont a két sárga lap utáni piros lap;
  - –4 pont egy azonnali piros lap;
  - –5 pont egy sárga lap utáni azonnali piros lap;
8. sorsolás.

Az időpontok helyi idő szerint értendők.

### A csoport
| Hely. | Csapat            | M | Gy | D | V | G+ | G– | Gk | P | Továbbjutás                                |
| ----- | ----------------- | - | -- | - | - | -- | -- | -- | - | ------------------------------------------ |
| 1.    | Franciaország (R) | 3 | 3  | 0 | 0 | 7  | 1  | +6 | 9 | Továbbjutott az egyenes kieséses szakaszba |
| 2.    | Norvégia          | 3 | 2  | 0 | 1 | 6  | 3  | +3 | 6 | Továbbjutott az egyenes kieséses szakaszba |
| 3.    | Nigéria           | 3 | 1  | 0 | 2 | 2  | 4  | −2 | 3 | Továbbjutott az egyenes kieséses szakaszba |
| 4.    | Dél-Korea         | 3 | 0  | 0 | 3 | 1  | 8  | −7 | 0 |                                            |

| 2019. június 7. 21:00 |

| Franciaország                           | 4–0               | Dél-Korea |
| --------------------------------------- | ----------------- | --------- |
| Le Sommer 9' Renard 35' 45+2' Henry 85' | (3–0) Jegyzőkönyv |           |

| Parc des Princes, Párizs Nézőszám: 45 261 Játékvezető: Claudia Umpiérrez (uruguayi) |

| 2019. június 8. 21:00 |

| Norvégia                                | 3–0               | Nigéria |
| --------------------------------------- | ----------------- | ------- |
| Reiten 17' Utland 34' Ohale 37' (öngól) | (3–0) Jegyzőkönyv |         |

| Stade Auguste Delaune, Reims Nézőszám: 11 058 Játékvezető: Kate Jacewicz (ausztrál) |

| 2019. június 12. 15:00 |

| Nigéria                           | 2–0               | Dél-Korea |
| --------------------------------- | ----------------- | --------- |
| Kim Dojon 29' (öngól) Oshoala 75' | (1–0) Jegyzőkönyv |           |

| Stade des Alpes, Grenoble Nézőszám: 11 252 Játékvezető: Anasztasia Pusztovojtova (ukrán) |

| 2019. június 12. 21:00 |

| Franciaország                       | 2–1               | Norvégia           |
| ----------------------------------- | ----------------- | ------------------ |
| Gauvin 46' Le Sommer 72' (11-esből) | (0–0) Jegyzőkönyv | Renard 54' (öngól) |

| Allianz Riviera, Nizza Nézőszám: 34 872 Játékvezető: Bibiana Steinhaus (német) |

| 2019. június 17. 21:00 |

| Nigéria | 0–1               | Franciaország         |
| ------- | ----------------- | --------------------- |
|         | (0–0) Jegyzőkönyv | Renard 79' (11-esből) |

| Roazhon Park, Grenoble Nézőszám: 28 267 Játékvezető: Melissa Borjas (hondurasi) |

| 2019. június 17. 21:00 |

| Dél-Korea      | 1–2               | Norvégia                                         |
| -------------- | ----------------- | ------------------------------------------------ |
| Yeo Min-ji 78' | (0–1) Jegyzőkönyv | C. Hansen 4' (11-esből) Herlovsen 50' (11-esből) |

| Stade Auguste Delaune, Reims Nézőszám: 13 034 Játékvezető: Marie-Soleil Beaudoin (kanadai) |

### B csoport
| Hely. | Csapat                  | M | Gy | D | V | G+ | G– | Gk | P | Továbbjutás                                |
| ----- | ----------------------- | - | -- | - | - | -- | -- | -- | - | ------------------------------------------ |
| 1.    | Németország             | 3 | 3  | 0 | 0 | 6  | 0  | +6 | 9 | Továbbjutott az egyenes kieséses szakaszba |
| 2.    | Spanyolország           | 3 | 1  | 1 | 1 | 3  | 2  | +1 | 4 | Továbbjutott az egyenes kieséses szakaszba |
| 3.    | Kína                    | 3 | 1  | 1 | 1 | 1  | 1  | 0  | 4 | Továbbjutott az egyenes kieséses szakaszba |
| 4.    | Dél-afrikai Köztársaság | 3 | 0  | 0 | 3 | 1  | 8  | −7 | 0 |                                            |

| 2019. június 8. 15:00 |

| Németország | 1–0               | Kína |
| ----------- | ----------------- | ---- |
| Gwinn 66'   | (0–0) Jegyzőkönyv |      |

| Roazhon Park, Rennes Nézőszám: 15 283 Játékvezető: Marie-Soleil Beaudoin (kanadai) |

| 2019. június 8. 18:00 |

| Spanyolország                                       | 3–1               | Dél-afrikai Köztársaság |
| --------------------------------------------------- | ----------------- | ----------------------- |
| Hermoso 69' (11-esből) 82' (11-esből) L. García 89' | (0–1) Jegyzőkönyv | Kgatlana 25'            |

| Stade Océan, Le Havre Nézőszám: 12 044 Játékvezető: María Carvajal (chilei) |

| 2019. június 12. 18:00 |

| Németország | 1–0               | Spanyolország |
| ----------- | ----------------- | ------------- |
| Däbritz 42' | (1–0) Jegyzőkönyv |               |

| Stade du Hainaut, Valenciennes Nézőszám: 20 761 Játékvezető: Katerina Monzul (ukrán) |

| 2019. június 13. 21:00 |

| Dél-afrikai Köztársaság | 0–1               | Kína        |
| ----------------------- | ----------------- | ----------- |
|                         | (0–1) Jegyzőkönyv | Li Jing 40' |

| Parc des Princes, Párizs Nézőszám: 20 011 Játékvezető: Kulcsár Katalin (magyar) |

| 2019. június 17. 18:00 |

| Dél-afrikai Köztársaság | 0–4               | Németország                                 |
| ----------------------- | ----------------- | ------------------------------------------- |
|                         | (0–3) Jegyzőkönyv | Leupolz 14' Däbritz 29' Popp 40' Magull 58' |

| Stade de la Mosson, Montpellier Nézőszám: 15 502 Játékvezető: Sandra Braz (portugál) |

| 2019. június 17. 18:00 |

| Kína | 0–0         | Spanyolország |
| ---- | ----------- | ------------- |
|      | Jegyzőkönyv |               |

| Stade Océane, Le Havre Nézőszám: 11 814 Játékvezető: Edina Alves Batista (brazil) |

### C csoport
| Hely. | Csapat      | M | Gy | D | V | G+ | G– | Gk  | P | Továbbjutás                                |
| ----- | ----------- | - | -- | - | - | -- | -- | --- | - | ------------------------------------------ |
| 1.    | Olaszország | 3 | 2  | 0 | 1 | 7  | 2  | +5  | 6 | Továbbjutott az egyenes kieséses szakaszba |
| 2.    | Ausztrália  | 3 | 2  | 0 | 1 | 8  | 5  | +3  | 6 | Továbbjutott az egyenes kieséses szakaszba |
| 3.    | Brazília    | 3 | 2  | 0 | 1 | 6  | 3  | +3  | 6 | Továbbjutott az egyenes kieséses szakaszba |
| 4.    | Jamaica     | 3 | 0  | 0 | 3 | 1  | 12 | −11 | 0 |                                            |

| 2019. június 9. 13:00 |

| Ausztrália | 1–2               | Olaszország        |
| ---------- | ----------------- | ------------------ |
| Kerr 22'   | (1–0) Jegyzőkönyv | Bonansea 56' 90+5' |

| Stade du Hainaut, Valenciennes Nézőszám: 15 380 Játékvezető: Melissa Borjas (hondurasi) |

| 2019. június 9. 15:30 |

| Brazília              | 3–0               | Jamaica |
| --------------------- | ----------------- | ------- |
| Cristiane 15' 50' 64' | (1–0) Jegyzőkönyv |         |

| Stade de Alpes, Grenoble Nézőszám: 17 688 Játékvezető: Riem Hussein (német) |

| 2019. június 13. 18:00 |

| Ausztrália                                 | 3–2               | Brazília                           |
| ------------------------------------------ | ----------------- | ---------------------------------- |
| Foord 45+1' Logarzo 58' Mônica 66' (öngól) | (1–2) Jegyzőkönyv | Marta 27' (11-esből) Cristiane 38' |

| Stade des Alpes, Grenoble Nézőszám: 17 032 Játékvezető: Esther Staubli (svájci) |

| 2019. június 14. 18:00 |

| Jamaica | 0–5               | Olaszország                                  |
| ------- | ----------------- | -------------------------------------------- |
|         | (0–2) Jegyzőkönyv | Girelli 12' (11-esből) 25' 46' Galli 71' 81' |

| Stade Auguste Delaune, Reims Nézőszám: 12 016 Játékvezető: Anna-Marie Keighley (új-zélandi) |

| 2019. június 18. 21:00 |

| Jamaica    | 1–4               | Ausztrália           |
| ---------- | ----------------- | -------------------- |
| Solaun 49' | (0–2) Jegyzőkönyv | Kerr 11' 42' 69' 83' |

| Stade de Alpes, Grenoble Nézőszám: 17 402 Játékvezető: Kulcsár Katalin (magyar) |

| 2019. június 18. 21:00 |

| Olaszország | 0–1               | Brazília             |
| ----------- | ----------------- | -------------------- |
|             | (0–0) Jegyzőkönyv | Marta 74' (11-esből) |

| Stade du Hainault, Valenciennes Nézőszám: 21 669 Játékvezető: Lucila Venegas (mexikói) |

### D csoport
| Hely. | Csapat    | M | Gy | D | V | G+ | G– | Gk | P | Továbbjutás                                |
| ----- | --------- | - | -- | - | - | -- | -- | -- | - | ------------------------------------------ |
| 1.    | Anglia    | 3 | 3  | 0 | 0 | 5  | 1  | +4 | 9 | Továbbjutott az egyenes kieséses szakaszba |
| 2.    | Japán     | 3 | 1  | 1 | 1 | 2  | 3  | −1 | 4 | Továbbjutott az egyenes kieséses szakaszba |
| 3.    | Argentína | 3 | 0  | 2 | 1 | 3  | 4  | −1 | 2 |                                            |
| 4.    | Skócia    | 3 | 0  | 1 | 2 | 5  | 7  | −2 | 1 |                                            |

| 2019. június 9. 18:00 |

| Anglia                          | 2–1               | Skócia     |
| ------------------------------- | ----------------- | ---------- |
| Parris 14' (11-esből) White 40' | (2–0) Jegyzőkönyv | Emslie 79' |

| Allianz Riviera, Nizza Nézőszám: 13 188 Játékvezető: Jana Adámková (cseh) |

| 2019. június 10. 18:00 |

| Argentína | 0–0               | Japán |
| --------- | ----------------- | ----- |
|           | (0–0) Jegyzőkönyv |       |

| Parc des Princes, Párizs Nézőszám: 25 055 Játékvezető: Stéphanie Frappart (francia) |

| 2019. június 14. 15:00 |

| Japán                                  | 2–1               | Skócia       |
| -------------------------------------- | ----------------- | ------------ |
| Ivabucsi 23' Szugaszava 37' (11-esből) | (2–0) Jegyzőkönyv | Clelland 88' |

| Roazhon Park, Rennes Nézőszám: 13 201 Játékvezető: Lidya Tafesse Abebe (etióp) |

| 2019. június 14. 21:00 |

| Anglia     | 1–0               | Argentína |
| ---------- | ----------------- | --------- |
| Taylor 62' | (0–0) Jegyzőkönyv |           |

| Stade Océane, Le Havre Nézőszám: 20 294 Játékvezető: Qin Liang (kínai) |

| 2019. június 19. 21:00 |

| Japán | 0–2               | Anglia        |
| ----- | ----------------- | ------------- |
|       | (0–1) Jegyzőkönyv | White 14' 84' |

| Allianz Riviera, Nizza Nézőszám: 14 319 Játékvezető: Claudia Umpiérrez (uruguayi) |

| 2019. június 19. 21:00 |

| Skócia                              | 3–3               | Argentína                                                      |
| ----------------------------------- | ----------------- | -------------------------------------------------------------- |
| Little 19' Beattie 49' Cuthbert 69' | (1–0) Jegyzőkönyv | Menéndez 74' Alexander 79' (öngól) Bonsegundo 90+4' (11-esből) |

| Parc des Princes, Párizs Nézőszám: 28 205 Játékvezető: Ri Hjangok (észak-koreai) |

### E csoport
| Hely. | Csapat    | M | Gy | D | V | G+ | G– | Gk | P | Továbbjutás                                |
| ----- | --------- | - | -- | - | - | -- | -- | -- | - | ------------------------------------------ |
| 1.    | Hollandia | 3 | 3  | 0 | 0 | 6  | 2  | +4 | 9 | Továbbjutott az egyenes kieséses szakaszba |
| 2.    | Kanada    | 3 | 2  | 0 | 1 | 4  | 2  | +2 | 6 | Továbbjutott az egyenes kieséses szakaszba |
| 3.    | Kamerun   | 3 | 1  | 0 | 2 | 3  | 5  | −2 | 3 | Továbbjutott az egyenes kieséses szakaszba |
| 4.    | Új-Zéland | 3 | 0  | 0 | 3 | 1  | 5  | −4 | 0 |                                            |

| 2019. június 10. 21:00 |

| Kanada       | 1–0               | Kamerun |
| ------------ | ----------------- | ------- |
| Buchanan 45' | (1–0) Jegyzőkönyv |         |

| Stade de la Mosson, Montpellier Nézőszám: 10 710 Játékvezető: Ri Hjangok (észak-koreai) |

| 2019. június 11. 15:00 |

| Új-Zéland | 0–1               | Hollandia   |
| --------- | ----------------- | ----------- |
|           | (0–1) Jegyzőkönyv | Roord 90+2' |

| Stade Océane, Le Havre Nézőszám: 10 654 Játékvezető: Edina Alves Batista (brazil) |

| 2019. június 15. 15:00 |

| Hollandia                      | 3–1               | Kamerun     |
| ------------------------------ | ----------------- | ----------- |
| Miedema 41' 85' Bloodworth 48' | (1–1) Jegyzőkönyv | Onguéné 43' |

| Stade du Hainaut, Valenciennes Nézőszám: 22 423 Játékvezető: Casey Reibelt (ausztrál) |

| 2019. június 15. 21:00 |

| Kanada                 | 2–0               | Új-Zéland |
| ---------------------- | ----------------- | --------- |
| Fleming 48' Prince 79' | (0–0) Jegyzőkönyv |           |

| Stade des Alpes, Grenoble Nézőszám: 14 856 Játékvezető: Yoshimi Yamashita (japán) |

| 2019. június 20. 18:00 |

| Hollandia                  | 2–1               | Kanada       |
| -------------------------- | ----------------- | ------------ |
| Dekker 54' Beerensteyn 75' | (0–0) Jegyzőkönyv | Sinclair 60' |

| Stade August Delaune, Reims Nézőszám: 19 277 Játékvezető: Stéphanie Frappart (francia) |

| 2019. június 20. 18:00 |

| Kamerun          | 2–1               | Új-Zéland         |
| ---------------- | ----------------- | ----------------- |
| Nchout 57' 90+5' | (0–0) Jegyzőkönyv | Awona 80' (öngól) |

| Stade de la Mosson, Montpellier Nézőszám: 8009 Játékvezető: Kateryna Monzul (ukrán) |

### F csoport
| Hely. | Csapat           | M | Gy | D | V | G+ | G– | Gk  | P | Továbbjutás                                |
| ----- | ---------------- | - | -- | - | - | -- | -- | --- | - | ------------------------------------------ |
| 1.    | Egyesült Államok | 3 | 3  | 0 | 0 | 18 | 0  | +18 | 9 | Továbbjutott az egyenes kieséses szakaszba |
| 2.    | Svédország       | 3 | 2  | 0 | 1 | 7  | 3  | +4  | 6 | Továbbjutott az egyenes kieséses szakaszba |
| 3.    | Chile            | 3 | 1  | 0 | 2 | 2  | 5  | −3  | 3 |                                            |
| 4.    | Thaiföld         | 3 | 0  | 0 | 3 | 1  | 20 | −19 | 0 |                                            |

| 2019. június 11. 18:00 |

| Chile | 0–2               | Svédország               |
| ----- | ----------------- | ------------------------ |
|       | (0–2) Jegyzőkönyv | Asllani 83' Janogy 90+4' |

| Roazhon Park, Rennes Nézőszám: 15 875 Játékvezető: Lucila Venegas (mexikói) |

| 2019. június 11. 21:00 |

| Egyesült Államok                                                                                    | 13–0              | Thaiföld |
| --------------------------------------------------------------------------------------------------- | ----------------- | -------- |
| Morgan 12' 53' 74' 81' 87' Lavelle 20' 56' Horan 32' Mewis 50' 54' Rapinoe 79' Pugh 85' Lloyd 90+2' | (3–0) Jegyzőkönyv |          |

| Stade Auguste Delaune, Reims Nézőszám: 18 591 Játékvezető: Laura Fortunato (argentin) |

| 2019. június 16. 15:00 |

| Svédország                                                              | 5–1               | Thaiföld      |
| ----------------------------------------------------------------------- | ----------------- | ------------- |
| Sembrant 6' Asllani 19' Rolfö 42' Hurtig 81' Rubensson 90+6' (11-esből) | (3–0) Jegyzőkönyv | Kanjana 90+1' |

| Allianz Riviera, Nizza Nézőszám: 9354 Játékvezető: Salima Mukansanga (ruandai) |

| 2019. június 16. 18:00 |

| Egyesült Államok       | 3–0               | Chile |
| ---------------------- | ----------------- | ----- |
| Lloyd 11' 35' Ertz 26' | (3–0) Jegyzőkönyv |       |

| Parc des Princes, Párizs Nézőszám: 45 594 Játékvezető: Riem Hussein (német) |

| 2019. június 20. 21:00 |

| Svédország | 0–2               | Egyesült Államok               |
| ---------- | ----------------- | ------------------------------ |
|            | (0–1) Jegyzőkönyv | Horan 3' Andersson 50' (öngól) |

| Stade Océane, Le Havre Nézőszám: 22 418 Játékvezető: Anastasia Pustovoitova (orosz) |

| 2019. június 20. 21:00 |

| Thaiföld | 0–2               | Chile                            |
| -------- | ----------------- | -------------------------------- |
|          | (0–0) Jegyzőkönyv | Waraporn 48' (öngól) Urrutia 80' |

| Roazhon Park, Rennes Nézőszám: 13 567 Játékvezető: Anna-Marie Keighley (új-zélandi) |

### Harmadik helyezett csapatok sorrendje
| Hely. | Cs | Csapat    | M | Gy | D | V | G+ | G– | Gk | P | Továbbjutás                                |
| ----- | -- | --------- | - | -- | - | - | -- | -- | -- | - | ------------------------------------------ |
| 1.    | C  | Brazília  | 3 | 2  | 0 | 1 | 6  | 3  | +3 | 6 | Továbbjutott az egyenes kieséses szakaszba |
| 2.    | B  | Kína      | 3 | 1  | 1 | 1 | 1  | 1  | 0  | 4 | Továbbjutott az egyenes kieséses szakaszba |
| 3.    | E  | Kamerun   | 3 | 1  | 0 | 2 | 3  | 5  | −2 | 3 | Továbbjutott az egyenes kieséses szakaszba |
| 4.    | A  | Nigéria   | 3 | 1  | 0 | 2 | 2  | 4  | −2 | 3 | Továbbjutott az egyenes kieséses szakaszba |
| 5.    | F  | Chile     | 3 | 1  | 0 | 2 | 2  | 5  | −3 | 3 |                                            |
| 6.    | D  | Argentína | 3 | 0  | 2 | 1 | 3  | 4  | −1 | 2 |                                            |

## Egyenes kieséses szakasz

### Formátum
A harmadik helyezettekkel történő párosítás attól függött, hogy mely csoportok harmadik helyezettjei jutottak tovább. A következő táblázat a lehetséges párosításokat mutatja:
| Továbbjutott harmadik helyezettek | Továbbjutott harmadik helyezettek | Továbbjutott harmadik helyezettek | Továbbjutott harmadik helyezettek | Továbbjutott harmadik helyezettek | Továbbjutott harmadik helyezettek | A1 vs | B1 vs | C1 vs | D1 vs |
| --------------------------------- | --------------------------------- | --------------------------------- | --------------------------------- | --------------------------------- | --------------------------------- | ----- | ----- | ----- | ----- |
| A                                 | B                                 | C                                 | D                                 |                                   |                                   | C3    | D3    | A3    | B3    |
| A                                 | B                                 | C                                 |                                   | E                                 |                                   | C3    | A3    | B3    | E3    |
| A                                 | B                                 | C                                 |                                   |                                   | F                                 | C3    | A3    | B3    | F3    |
| A                                 | B                                 |                                   | D                                 | E                                 |                                   | D3    | A3    | B3    | E3    |
| A                                 | B                                 |                                   | D                                 |                                   | F                                 | D3    | A3    | B3    | F3    |
| A                                 | B                                 |                                   |                                   | E                                 | F                                 | E3    | A3    | B3    | F3    |
| A                                 |                                   | C                                 | D                                 | E                                 |                                   | C3    | D3    | A3    | E3    |
| A                                 |                                   | C                                 | D                                 |                                   | F                                 | C3    | D3    | A3    | F3    |
| A                                 |                                   | C                                 |                                   | E                                 | F                                 | C3    | A3    | F3    | E3    |
| A                                 |                                   |                                   | D                                 | E                                 | F                                 | D3    | A3    | F3    | E3    |
|                                   | B                                 | C                                 | D                                 | E                                 |                                   | C3    | D3    | B3    | E3    |
|                                   | B                                 | C                                 | D                                 |                                   | F                                 | C3    | D3    | B3    | F3    |
|                                   | B                                 | C                                 |                                   | E                                 | F                                 | E3    | C3    | B3    | F3    |
|                                   | B                                 |                                   | D                                 | E                                 | F                                 | E3    | D3    | B3    | F3    |
|                                   |                                   | C                                 | D                                 | E                                 | F                                 | C3    | D3    | F3    | E3    |

### Ágrajz
|  |               |                      |                  |                  |            |                  |                  |               |               |               |           |           |           |  |  |       |       |       |
|  | Nyolcaddöntők | Nyolcaddöntők        | Nyolcaddöntők    |                  |            | Negyeddöntők     | Negyeddöntők     | Negyeddöntők  |               |               | Elődöntők | Elődöntők | Elődöntők |  |  | Döntő | Döntő | Döntő |
|  | Nyolcaddöntők | Nyolcaddöntők        | Nyolcaddöntők    |                  |            | Negyeddöntők     | Negyeddöntők     | Negyeddöntők  |               |               | Elődöntők | Elődöntők | Elődöntők |  |  | Döntő | Döntő | Döntő |
|  | június 22.    |                      |                  |                  |            |                  |                  |               |               |               |           |           |           |  |  |       |       |       |
|  |               |                      |                  |                  |            |                  |                  |               |               |               |           |           |           |  |  |       |       |       |
|  | A2            | Norvégia             | 1 (4)            |                  |            |                  |                  |               |               |               |           |           |           |  |  |       |       |       |
|  | A2            | Norvégia             | 1 (4)            | június 27.       |            |                  |                  |               |               |               |           |           |           |  |  |       |       |       |
|  | C2            | Ausztrália           | 1 (1)            |                  |            |                  |                  |               |               |               |           |           |           |  |  |       |       |       |
|  | C2            | Ausztrália           | 1 (1)            |                  |            | Norvégia         | Norvégia         | 0             |               |               |           |           |           |  |  |       |       |       |
|  | június 23.    |                      |                  |                  |            | Norvégia         | Norvégia         | 0             |               |               |           |           |           |  |  |       |       |       |
|  |               |                      | Anglia           | Anglia           | 3          |                  |                  |               |               |               |           |           |           |  |  |       |       |       |
|  | D1            | Anglia               | Anglia           | Anglia           | 3          | 3                |                  |               |               |               |           |           |           |  |  |       |       |       |
|  | D1            | Anglia               |                  |                  |            | 3                | július 2.        |               |               |               |           |           |           |  |  |       |       |       |
|  | BEF3          | Kamerun              | 0                |                  |            |                  |                  |               |               |               |           |           |           |  |  |       |       |       |
|  | BEF3          | Kamerun              | 0                |                  |            | Anglia           | Anglia           | 1             |               |               |           |           |           |  |  |       |       |       |
|  | június 23.    |                      |                  |                  |            | Anglia           | Anglia           | 1             |               |               |           |           |           |  |  |       |       |       |
|  |               |                      | Egyesült Államok | Egyesült Államok | 2          |                  |                  |               |               |               |           |           |           |  |  |       |       |       |
|  | A1            | Franciaország (h.u.) | Egyesült Államok | Egyesült Államok | 2          | 2                |                  |               |               |               |           |           |           |  |  |       |       |       |
|  | A1            | Franciaország (h.u.) | június 28.       |                  |            | 2                |                  |               |               |               |           |           |           |  |  |       |       |       |
|  | CDE3          | Brazília             | 1                |                  |            |                  |                  |               |               |               |           |           |           |  |  |       |       |       |
|  | CDE3          | Brazília             | 1                |                  |            | Franciaország    | Franciaország    | 1             |               |               |           |           |           |  |  |       |       |       |
|  | június 24.    |                      |                  |                  |            | Franciaország    | Franciaország    | 1             |               |               |           |           |           |  |  |       |       |       |
|  |               |                      | Egyesült Államok | Egyesült Államok | 2          |                  |                  |               |               |               |           |           |           |  |  |       |       |       |
|  | B2            | Spanyolország        | Egyesült Államok | Egyesült Államok | 2          | 1                |                  |               |               |               |           |           |           |  |  |       |       |       |
|  | B2            | Spanyolország        |                  |                  |            | 1                | július 7.        |               |               |               |           |           |           |  |  |       |       |       |
|  | F1            | Egyesült Államok     | 2                |                  |            |                  |                  |               |               |               |           |           |           |  |  |       |       |       |
|  | F1            | Egyesült Államok     | 2                |                  |            | Egyesült Államok | Egyesült Államok | 2             |               |               |           |           |           |  |  |       |       |       |
|  | június 25.    |                      |                  |                  |            | Egyesült Államok | Egyesült Államok | 2             |               |               |           |           |           |  |  |       |       |       |
|  |               |                      | Hollandia        | Hollandia        | 0          |                  |                  |               |               |               |           |           |           |  |  |       |       |       |
|  | C1            | Olaszország          | Hollandia        | Hollandia        | 0          | 2                |                  |               |               |               |           |           |           |  |  |       |       |       |
|  | C1            | Olaszország          | június 29.       |                  |            | 2                |                  |               |               |               |           |           |           |  |  |       |       |       |
|  | ABF3          | Kína                 | 0                |                  |            |                  |                  |               |               |               |           |           |           |  |  |       |       |       |
|  | ABF3          | Kína                 | 0                |                  |            | Olaszország      | Olaszország      | 0             |               |               |           |           |           |  |  |       |       |       |
|  | június 25.    |                      |                  |                  |            | Olaszország      | Olaszország      | 0             |               |               |           |           |           |  |  |       |       |       |
|  |               |                      | Hollandia        | Hollandia        | 2          |                  |                  |               |               |               |           |           |           |  |  |       |       |       |
|  | E1            | Hollandia            | Hollandia        | Hollandia        | 2          | 2                |                  |               |               |               |           |           |           |  |  |       |       |       |
|  | E1            | Hollandia            |                  |                  |            | 2                | július 3.        |               |               |               |           |           |           |  |  |       |       |       |
|  | D2            | Japán                | 1                |                  |            |                  |                  |               |               |               |           |           |           |  |  |       |       |       |
|  | D2            | Japán                | 1                |                  |            | Hollandia        | Hollandia        | 1             |               |               |           |           |           |  |  |       |       |       |
|  | június 22.    |                      |                  |                  |            | Hollandia        | Hollandia        | 1             |               |               |           |           |           |  |  |       |       |       |
|  |               |                      | Svédország       | Svédország       | 0          |                  |                  | Bronzmérkőzés | Bronzmérkőzés | Bronzmérkőzés |           |           |           |  |  |       |       |       |
|  | B1            | Németország          | Svédország       | Svédország       | 0          | 3                |                  |               |               | Bronzmérkőzés |           |           |           |  |  |       |       |       |
|  | B1            | Németország          |                  |                  | június 29. | június 29.       | június 29.       |               |               |               | július 6. | július 6. | július 6. |  |  |       |       |       |
|  | ACD3          | Nigéria              | 0                |                  | június 29. | június 29.       | június 29.       |               |               |               | július 6. | július 6. | július 6. |  |  |       |       |       |
|  | ACD3          | Nigéria              | 0                |                  |            | Németország      | Németország      | 1             | Anglia        | Anglia        | 1         |           |           |  |  |       |       |       |
|  | június 24.    |                      |                  |                  |            | Németország      | Németország      | 1             | Anglia        | Anglia        | 1         |           |           |  |  |       |       |       |
|  |               |                      | Svédország       | Svédország       | 2          |                  |                  | Svédország    | Svédország    | 2             |           |           |           |  |  |       |       |       |
|  | F2            | Svédország           | Svédország       | Svédország       | 2          | 1                |                  | Svédország    | Svédország    | 2             |           |           |           |  |  |       |       |       |
|  | F2            | Svédország           |                  |                  |            |                  |                  |               |               |               |           |           |           |  |  |       |       |       |
|  | E2            | Kanada               | 0                |                  |            |                  |                  |               |               |               |           |           |           |  |  |       |       |       |
|  | E2            | Kanada               | 0                |                  |            |                  |                  |               |               |               |           |           |           |  |  |       |       |       |

### Nyolcaddöntők
| 2019. június 22. 17:30 |

| Németország                                  | 3–0               | Nigéria |
| -------------------------------------------- | ----------------- | ------- |
| Popp 20' Däbritz 27' (11-esből) Schüller 82' | (2–0) Jegyzőkönyv |         |

| Stade des Alpes, Grenoble Nézőszám: 17 988 Játékvezető: Yoshimi Yamashita (japán) |

| 2019. június 22. 21:00 |

| Norvégia                      | 1–1 (h. u.)                 | Ausztrália          |
| ----------------------------- | --------------------------- | ------------------- |
| Herlovsen 31'                 | (1–0, 1–1, 1–1) Jegyzőkönyv | Kellond-Knight 83'  |
| Büntetőpárbaj                 |                             |                     |
| C. Hansen Reiten Mjelde Engen | 4–1                         | Kerr Gielnik Catley |

| Allianz Riviera, Nizza Nézőszám: 12 229 Játékvezető: Riem Hussein (német) |

| 2019. június 23. 17:30 |

| Anglia                                 | 3–0               | Kamerun |
| -------------------------------------- | ----------------- | ------- |
| Houghton 14' White 45+4' Greenwood 58' | (2–0) Jegyzőkönyv |         |

| Stade du Hainaut, Valenciennes Nézőszám: 20 148 Játékvezető: Qin Liang (kínai) |

| 2019. június 23. 21:00 |

| Franciaország         | 2–1 (h. u.)                 | Brazília   |
| --------------------- | --------------------------- | ---------- |
| Gauvin 52' Henry 107' | (0–0, 1–1, 1–1) Jegyzőkönyv | Thaísa 63' |

| Stade Océane, Le Havre Nézőszám: 23 965 Játékvezető: Marie-Soleil Beaudoin (kanadai) |

| 2019. június 24. 18:00 |

| Spanyolország | 1–2               | Egyesült Államok                     |
| ------------- | ----------------- | ------------------------------------ |
| Hermoso 9'    | (1–1) Jegyzőkönyv | Rapinoe 7' (11-esből) 75' (11-esből) |

| Stade Auguste Delaune, Reims Nézőszám: 19 633 Játékvezető: Kulcsár Katalin (magyar) |

| 2019. június 24. 21:00 |

| Svédország       | 1–0               | Kanada |
| ---------------- | ----------------- | ------ |
| Blackstenius 55' | (0–0) Jegyzőkönyv |        |

| Parc des Princes, Párizs Nézőszám: 38 078 Játékvezető: Kate Jacewicz (ausztrál) |

| 2019. június 25. 18:00 |

| Olaszország            | 2–0               | Kína |
| ---------------------- | ----------------- | ---- |
| Giacinti 15' Galli 49' | (1–0) Jegyzőkönyv |      |

| Stade de la Mosson, Montpellier Nézőszám: 17 432 Játékvezető: Edina Alves Batista (brazil) |

| 2019. június 25. 21:00 |

| Hollandia                  | 2–1               | Japán         |
| -------------------------- | ----------------- | ------------- |
| Martens 17' 90' (11-esből) | (1–1) Jegyzőkönyv | Haszegava 43' |

| Roazhon Park, Rennes Nézőszám: 21 076 Játékvezető: Melissa Borjas (hondurasi) |

### Negyeddöntők
| 2019. június 27. 21:00 |

| Norvégia | 0–3               | Anglia                        |
| -------- | ----------------- | ----------------------------- |
|          | (0–2) Jegyzőkönyv | Scott 3' White 40' Bronze 57' |

| Stade Océane, Le Havre Nézőszám: 21 111 Játékvezető: Lucila Venegas (mexikói) |

| 2019. június 28. 21:00 |

| Franciaország | 1–2               | Egyesült Államok |
| ------------- | ----------------- | ---------------- |
| Renard 81'    | (0–1) Jegyzőkönyv | Rapinoe 5' 65'   |

| Parc des Princes, Párizs Nézőszám: 45 595 Játékvezető: Katerina Monzul (ukrán) |

| 2019. június 29. 15:00 |

| Olaszország | 0–2               | Hollandia                     |
| ----------- | ----------------- | ----------------------------- |
|             | (0–0) Jegyzőkönyv | Miedema 70' van der Gragt 80' |

| Stade du Hainaut, Valenciennes Nézőszám: 22 600 Játékvezető: Claudia Umpierrez (uruguayi) |

| 2019. június 29. 18:30 |

| Németország | 1–2               | Svédország                     |
| ----------- | ----------------- | ------------------------------ |
| Magull 16'  | (1–1) Jegyzőkönyv | Jakobsson 22' Blackstenius 48' |

| Roazhon Park, Rennes Nézőszám: 25 301 Játékvezető: Stéphanie Frappart (francia) |

### Elődöntők
| 2019. július 2. 21:00 |

| Anglia    | 1–2               | Egyesült Államok     |
| --------- | ----------------- | -------------------- |
| White 19' | (1–2) Jegyzőkönyv | Press 10' Morgan 31' |

| Parc Olympique Lyonnais, Décines-Charpieu Nézőszám: 53 512 Játékvezető: Edina Alves Batista (brazil) |

| 2019. július 3. 21:00 |

| Hollandia   | 1–0 (h. u.)                 | Svédország |
| ----------- | --------------------------- | ---------- |
| Groenen 99' | (0–0, 0–0, 0–0) Jegyzőkönyv |            |

| Parc Olympique Lyonnais, Décines-Charpieu Nézőszám: 48 452 Játékvezető: Marie-Soleil Beaudoin (kanadai) |

### Bronzmérkőzés
| 2019. július 6. 17:00 |

| Anglia    | 1–2               | Svédország                |
| --------- | ----------------- | ------------------------- |
| Kirby 31' | (1–2) Jegyzőkönyv | Asllani 11' Jakobsson 22' |

| Allianz Riviera, Nizza Nézőszám: 20 316 Játékvezető: Anasztasia Pusztovojtova (orosz) |

### Döntő
| 2019. július 7. 17:00 |

| Egyesült Államok                   | 2–0               | Hollandia |
| ---------------------------------- | ----------------- | --------- |
| Rapinoe 61' (11-esből) Lavelle 69' | (0–0) Jegyzőkönyv |           |

| Parc Olympique Lyonnais, Décines-Charpieu Nézőszám: 57 900 Játékvezető: Stéphanie Frappart (francia) |

| A 2019-es női labdarúgó-világbajnokság győztese |
| · Egyesült Államok · 4. cím                     |

## Gólszerzők
6 gólos
- Alex Morgan
- Megan Rapinoe
- Ellen White

5 gólos
- Samantha Kerr

4 gólos
- Cristiane
- Wendie Renard

3 gólos
- Rose Lavelle
- Carli Lloyd
- Vivianne Miedema
- Sara Däbritz
- Aurora Galli
- Cristiana Girelli
- Jennifer Hermoso
- Kosovare Asllani

2 gólos
- Lindsey Horan
- Samantha Mewis
- Marta
- Valérie Gauvin
- Amandine Henry
- Eugénie Le Sommer
- Lieke Martens
- Lina Magull
- Alexandra Popp
- Isabell Herlovsen
- Barbara Bonansea
- Stina Blackstenius
- Sofia Jakobsson

1 gólos
- Julie Ertz
- Mallory Pugh
- Lucy Bronze
- Alex Greenwood
- Steph Houghton
- Fran Kirby
- Nikita Parris
- Jill Scott
- Jodie Taylor
- Florencia Bonsegundo
- Milagros Menéndez
- Caitlin Foord
- Elise Kellond-Knight
- Chloe Logarzo
- Thaísa
- María José Urrutia
- Thembi Kgatlana
- Lineth Beerensteyn
- Dominique Bloodworth
- Anouk Dekker
- Jackie Groenen
- Jill Roord
- Stefanie van der Gragt
- Havana Solaun
- Haszegava Jui
- Ivabucsi Mana
- Szugaszava Juika
- Ajara Nchout
- Gabrielle Onguéné
- Kadeisha Buchanan
- Jessie Fleming
- Nichelle Prince
- Christine Sinclair
- Li Jing
- Yeo Min-ji
- Giulia Gwinn
- Melanie Leupolz
- Lea Schüller
- Asisat Oshoala
- Caroline Hansen
- Guro Reiten
- Lisa-Marie Karlseng Utland
- Valentina Giacinti
- Jennifer Beattie
- Lana Clelland
- Erin Cuthbert
- Claire Emslie
- Kim Little
- Lucía García
- Lina Hurtig
- Madelen Janogy
- Fridolina Rolfö
- Elin Rubensson
- Linda Sembrant
- Kanjana Sungngoen

1 öngólos
- Mônica ( Ausztrália ellen)
- Wendie Renard ( Norvégia ellen)
- Aurelle Awona ( Új-Zéland ellen)
- Kim Dojon ( Nigéria ellen)
- Osinachi Ohale ( Norvégia ellen)
- Lee Alexander ( Argentína ellen)
- Jonna Andersson ( Egyesült Államok ellen)
- Waraporn Boonsing ( Chile ellen)